# Neu-Tiflis

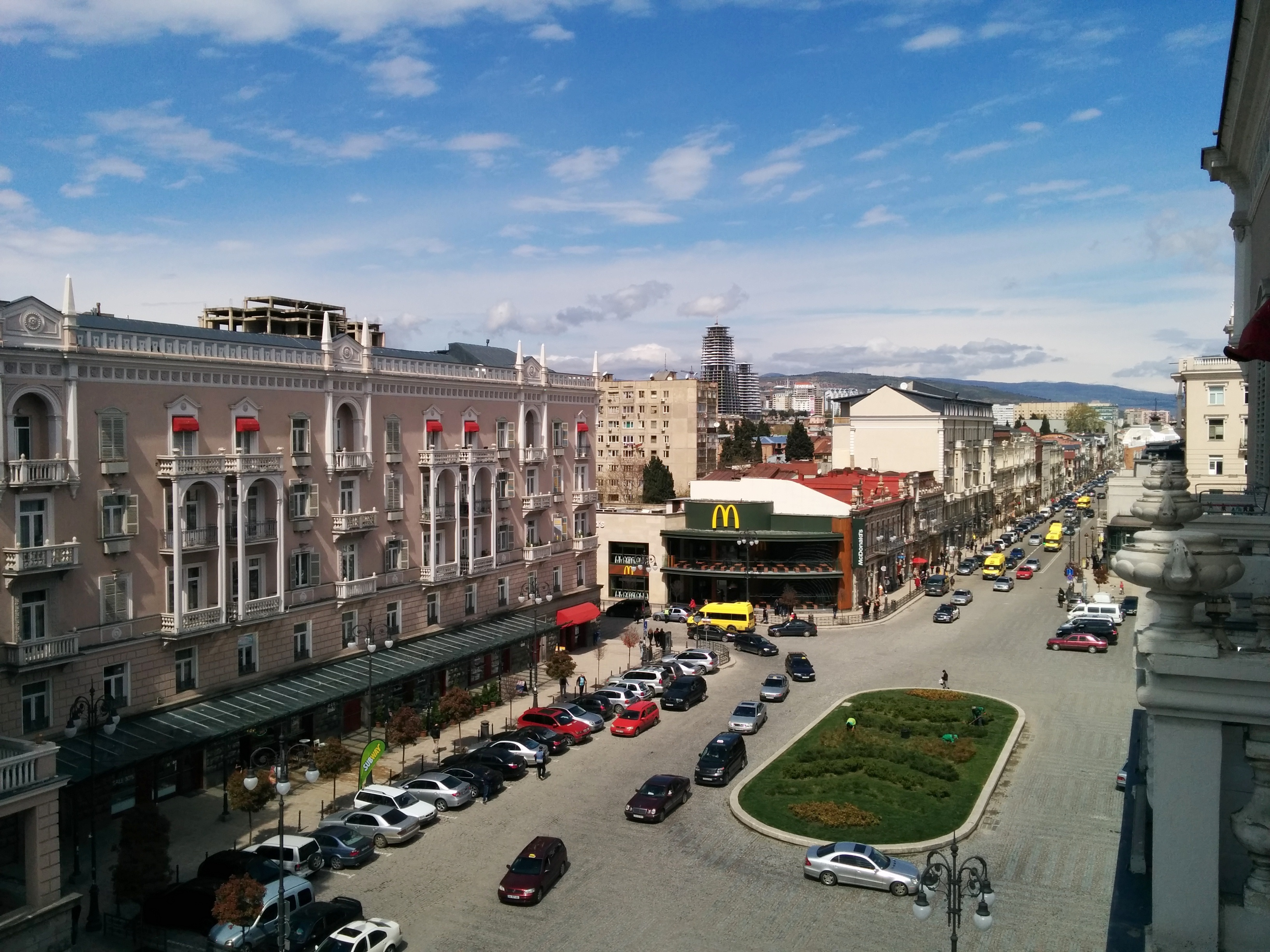
Mardschanischwili-Platz

Neu-Tiflis ist ein Stadtteil der  georgischen Hauptstadt Tiflis, der im 19. Jahrhundert von Kaukasiendeutschen besiedelt wurde. Er lag im Bereich der heutigen Aghmaschenebeli-Straße (Dawit-der-Erbauer-Straße, vorher Michail-Woronzow-Straße und bis 1990 Georgi-Plechanow-Straße). 
Neben Alexanderdorf im Stadtteil Didube ist es die zweite deutsche Kolonie auf dem Gebiet des heutigen Tiflis.

## Bilder
Koordinaten: 41° 42′ 34,5″ N, 44° 47′ 50,1″ O
| Liste von deutschen Ansiedelungs- und Siedlungsgründungen im Kaukasus (mit Gründungsjahr) Aserbaidschan (AZ) / Georgien (GE) / Russische Föderation (RU) |
| --- |
| Katharinenfeld / Bolnissi (1818) [GE] \| Marienfeld, auch Freudental / Sartitschala (1818) [GE] \| Elisabethtal, auch Steinfeld / Assureti (1818) [GE] \| Alexandersdorf / Didube (1818) [GE] \| Petersdorf / Mughanlo (1818) [GE] \| Freudenthal / Sartichala (1842) [GE] \| Alexanderhilf / Trialeti (1857) [GE] \| Kutschenbach (1863) [RU] \| Neutiflis / Tifliser Kolonie / Tschughureti und Kukia [GE] \| Gnadenburg / Winogradnoje (1880) [RU] \| Neudorf / Dsyguta (1884) [GE] \| Lindau / Abschanda (1884) [GE] \| Gnadenberg / Sochumer Stadtteil Anuarkyt (1884) [GE] \| Blumental (1892) [RU] \| Traubenberg (1908) [RU] \| Georgstal / Dzweli Kanda (1910) [GE] \| Waldheim / Ormascheni (1911) [GE] \| Grüntal / Ruisbolo (vor 1914) [GE] \| Hoffnungstal / Ruisbolo (vor 1914) [GE] \| Neu-Botanika (1956) [RU] \| Traubenberg / Tamarisi [GE] \| Steinfeld / Kotischi [GE] \| Helenendorf / Gyögöl [AZ] \| Georgsfeld / Çinarlı [AZ] \| Annenfeld / Şəmkir [AZ] \| Eigenfeld / Irmaşlı [AZ] \| Alexanderfeld / Gasansu [AZ] \| Traubenfeld / Tovuz [AZ] \| Grünfeld / Səməd Vurğun [AZ] \| Mekseewka / Ağstafa [AZ] \| Jelisawetinka / Xətai [AZ] \| Kirovka [AZ] |